# عبد الله حشيمة
عبد الله بن يوسف حشيمة (1315-1392هـ الموافق 1897-1972م) هو صحفي ورحالة من لبنان.

## سيرته
ولد في بكفيا وتعلم بمدرسة الحكمة في بيروت وقضى فترة الحرب العالمية الأولى في مصر. اصدر عام 1927م جريدة إلى الامام ولكنها عطلت من قبل الفرنسيين بعد فترة.
قام عام 1929م برحلة إلى إفريقيا الغربية وكانت في تلك الفترة تحت الاحتلال الأوروبي. رحل من بيروت بالباخرة إلى دكار ومر بعدة بلدان منها نيجيريا ومالي وغانا وسيراليون. تطرق حشيمة لموضوع المهاجرين من بلاد الشام الذين قظنوا تلك الديار ومحاولة المحتل الأوروبي لتحجيم الوجود العربي وتمهيدا للقارء يغلب على كتابته الطابع التاريخي والجغرافي, عاد إلى بيروت بالباخرة أيضا واستغرقت الرحلة ثمانبة أشهر. نشر الكتاب عن دار السويدي محررة من محسن خالد.
سافر أيضا إلى الأميركتين ما بين عام 1947م و 1949م.
أصدر مجلة أدبية قصصية باسم العرائس (1924م - 1941م) ومجلة انطلاق (1961م - 1963م).
توفي ببيروت ودفن بكفيا.

## كتبه
- في إفريقيا السوداء
- في بلاد الزنوج
- من أرض الغد: رحلة إلى العالم الجديد
- الأندلس المعطاء
- أوراق عربية
- فجرنا الأول وأوراق لبنانية
- في مجاهل الأمازون
- أسرار عكا
- شرارات من بغداد[4]